# Hatton (Washington)
Hatton az Amerikai Egyesült Államok északnyugati részén, Washington állam Adams megyéjében elhelyezkedő város. A 2010. évi népszámlálási adatok alapján 101 lakosa van.

## Történet
A település 1890 előtt a Twin Wells nevet viselte; a nevet a vasút számára létesített két kútról kapta. James Bronson ugyanezen évben megnyitotta az első üzletet, majd megalapították Hatton postahivatalát. Az elnevezés Belle Sutton és férje, John Hackett nevének összevonásával jött létre. Bronson üzletét 1897-ben megvásárolta Otis Algoe, egy későbbi postamester.
Az 1900-as évek elején megalapították a Hatton Hustler újságot. Hatton 1907. július 31-én kapott városi rangot.

## Éghajlat
A város éghajlata félsivatagi sztyeppe (a Köppen-skála szerint BSk).
| Hónap                         | Jan.  | Feb.  | Már.  | Ápr. | Máj. | Jún. | Júl. | Aug. | Szep. | Okt.  | Nov.  | Dec.  | Év    |
| ----------------------------- | ----- | ----- | ----- | ---- | ---- | ---- | ---- | ---- | ----- | ----- | ----- | ----- | ----- |
| Rekord max. hőmérséklet (°C)  | 19,4  | 21,1  | 25,6  | 33,9 | 37,8 | 42,2 | 43,3 | 46,7 | 37,8  | 30,0  | 23,9  | 18,9  | 46,7  |
| Átlagos max. hőmérséklet (°C) | 3,2   | 7,9   | 13,2  | 18,0 | 23,4 | 27,6 | 32,1 | 31,6 | 26,1  | 18,2  | 8,7   | 3,1   | 17,8  |
| Átlagos min. hőmérséklet (°C) | −4,0  | −1,8  | 0,2   | 2,7  | 6,3  | 9,8  | 12,8 | 12,3 | 7,9   | 3,1   | −0,3  | −3,6  | 3,8   |
| Rekord min. hőmérséklet (°C)  | −27,2 | −28,3 | −15,6 | −7,2 | −4,4 | 0,6  | 2,8  | 2,8  | −3,9  | −12,8 | −26,1 | −26,1 | −28,3 |
| Átl. csapadékmennyiség (mm)   | 24    | 21    | 21    | 18   | 18   | 12   | 8    | 7    | 9     | 17    | 30    | 30    | 215   |
| Forrás: Weatherbase           |       |       |       |      |      |      |      |      |       |       |       |       |       |

## Népesség
A 2010-es népszámláláskor a városnak 101 lakója, 34 háztartása és 24 családja volt. A népsűrűség 105,2 fő/km2. A lakóegységek száma 40, sűrűségük 41,7 db/km2. A lakosok 51,5%-a fehér,  5%-a indián,   35,6%-a egyéb, 7,9%-a pedig kettő vagy több etnikumú. A spanyol vagy latino származásúak aránya 49,5% (   )
A háztartások 44,1%-ában élt 18 évnél fiatalabb. 52,9% házas, 8,8% egyedülálló nő, 8,8% egyedülálló férfi, 29,4% pedig nem család. 11,8% egyedül élt; 2,9%-uk 65 éves vagy idősebb. Egy háztartásban átlagosan 2,97 személy élt; a családok átlagmérete 3,33 fő.
A medián életkor 40,5 év volt. A város lakóinak 30,7%-a 18 évesnél fiatalabb, 6,1% 18 és 24 év közötti, 24,9%-uk 25 és 44 év közötti, 31,7%-uk 45 és 64 év közötti, 6,9%-uk pedig 65 éves vagy idősebb. A lakosok 43,6%-a férfi, 56,4%-a pedig nő.

## Fordítás
- Ez a szócikk részben vagy egészben  a   Hatton, Washington című angol Wikipédia-szócikk ezen változatának fordításán alapul.  Az eredeti cikk szerkesztőit annak laptörténete sorolja fel. Ez a jelzés csupán a megfogalmazás eredetét és a szerzői jogokat jelzi, nem szolgál a cikkben szereplő információk forrásmegjelöléseként.